# Elbarmee
Die Elbarmee war ein kurzfristig gebildeter Heeresverband der Preußischen Armee im Deutschen Krieg von 1866. Die Armee bestand aus Verbänden des VIII. Korps und der 14. Division.
Gemäß der Strategie von Moltke sollte die Preußische Armee in drei selbständig vorgehenden Verbänden in Böhmen einmarschieren und dort die Nordarmee von Österreich bekämpfen. Die Aufteilung in drei Armeen wurde von Zeitgenossen stark kritisiert, blieb jedoch siegreich.

## Zusammensetzung
Oberbefehlshaber der Elbarmee war General der Infanterie Eberhard Herwarth von Bittenfeld, als Chef des Generalstabes fungierte Oberst Ludwig von Schlotheim.

### 14. Division
- 14. Division, Hugo Eberhard zu Münster-Meinhövel
  - Brigade „Schwarzkoppen“ (27. Infanterie-Brigade), Emil von Schwartzkoppen
    - 3. Westfälisches Infanterie-Regiment Nr. 16, Oberst Theodor Karl Schwartz
    - 7. Westfälisches Infanterie-Regiment Nr. 56, Oberst Adolf von Dorpowski

  - Brigade „Hiller“ (28. Infanterie-Brigade), Wilhelm von Hiller
    - 4. Westfälisches Infanterie-Regiment Nr. 17, Oberst Hugo von Kottwitz
    - 8. Westfälisches Infanterie-Regiment Nr. 57, Oberst Albert von der Osten

  - Divisions Kavallerie Westfälisches Dragoner-Regiment Nr. 7, Oberst Otto von Ribbeck

### VIII. Armee-Korps

#### 15. Division
- 15. Division, Philipp Carl von Canstein
  - Brigade „Stückradt“ (29. Infanterie-Brigade), Generalmajor Alexander von Stuckrad
    - Niederrheinisches Füsilier-Regiment Nr. 39, Oberstleutnant von Zimmermann
    - 5. Rheinisches Infanterie-Regiment Nr. 65, Oberst Albert von Trossel

  - Brigade „Glasenapp“ (30. Infanterie-Brigade), Otto von Glasenapp
    - 2. Rheinisches Infanterie-Regiment Nr. 28, Oberst Friedrich von Gerstein-Hohenstein
    - 6. Rheinisches Infanterie-Regiment Nr. 68, Oberst Wilhelm von Gayl

  - Divisions Kavallerie Königs-Husaren-Regiment (1. Rheinisches) Nr. 7, Oberst Bernhard von Lindern

#### 16. Division
- 16. Division, August von Etzel
  - Brigade „Schöler“ (31. Infanterie-Brigade), Alexander von Schoeler
    - 3. Rheinisches Infanterie-Regiment Nr. 29, Oberst Ernst Wilhelm Schuler von Senden
    - 7. Rheinisches Infanterie-Regiment Nr. 69, Oberst von Beyer

  - Füsilier-Brigade
    - Ostpreußisches Füsilier-Regiment Nr. 33, Oberst August Ferdinand von Wegerer
    - Pommersches Füsilier-Regiment Nr. 34, Oberst Wilhelm von Schmeling

### Kavallerie
- Rheinisches Kürassier-Regiment Nr. 8
- Westfälisches Ulanen-Regiment Nr. 5
- Rheinisches Ulanen-Regiment Nr. 7
- 2. Westfälisches Husaren-Regiment Nr. 11

### Artillerie
Die Armee verfügte über insgesamt 120 Geschütze aus der Korps-Artillerie des VII. und VIII. Korps.

### Reserve
Der Armee folgte als Reserve die Garde-Landwehr-Division, die jedoch in keinem Gefecht zum Einsatz kam und nach Königgrätz auch nicht mehr zusammen mit der Elbarmee operierte.

## Kriegsverlauf
Mit Beginn des Krieges erfolgte durch die Elbarmee und die I. Armee unter Prinz Friedrich Karl die Besetzung von Sachsen mit der kampflosen Einnahme von Dresden. Die Elbarmee rückte ab dem 22. Juni 1866 in Böhmen ein. Der Vormarsch ging über Schluckenau, Rumburg, Groß-Mergental und den Gabelpaß nach Dorfrum, das am 25. Juni 1866 erreicht wurde, ohne dass es zu Kämpfen gekommen war. Nach einigen leichten Treffen mit österreichischer Kavallerie kam es am 26. Juni 1866 zum Gefecht bei Hühnerwasser, in dem die preußische Vorhut siegte. Zusammen mit der I. Armee wurden am 28. Juni 1866 in der Schlacht bei Münchengrätz die sächsischen und österreichischen Truppen erneut geschlagen.
Bis zur Schlacht bei Königgrätz am 3. Juli 1866 kam es zu keinen größeren Kämpfen. In dieser Schlacht gelang der Elbarmee der Übergang über die Bistritz und der erfolgreiche Einbruch in den linken Flügel der gegnerischen Nordarmee.
Nach Königgrätz bildete die Elbarmee wiederum den rechten (westlichen) Flügel der Preußen. Es kam jedoch zu keinen größeren Kämpfen mehr.